# Saison 2 de Souvenirs de Gravity Falls
Chronologie
Saison 1
Cet article présente la deuxième saison de la série télévisée d'animation américaine Souvenirs de Gravity Falls.

## Introduction
Cette saison démarre à la suite de l'activation du portail par l'Oncle Stan. On comprend tout de suite quand un homme en sort car en réalité, c'est le jumeau de Stan. Dipper apprend que c'est l'auteur des journaux 1, 2 et 3. De nouveaux mystères apparaissent et gare aux messages subliminaux et cachés.

## Voix des personnages principaux
- Jason Ritter (VF : Thibaut Delmotte)  : Dipper Pines
- Kristen Schaal (VF : Carole Baillien)  : Mabel Pines
- Jack Plukint (VF : Robert Esteves) : Oncle Ford
- Alex Hirsch (VF : Michel Hinderyckx)  : Oncle Stan
- Alex Hirsch (VF : Vincent Doms) :  Mousse
- Alex Hirsch (VF : Alexandre Crépet) :  Bill Crypto
- Linda Cardellini (VF : Prunelle Rulens) :  Wendy

## Diffusion
Cette saison est diffusée depuis le 1er août 2014 aux États-Unis et le 18 octobre 2014 en France sur Disney Channel.

## Guide des épisodes

### Épisode 1:La Soirée karaoké
- États-Unis : 1er août 2014 sur Disney Channel
- France : 18 octobre 2014 sur Disney Channel France

- États-Unis : 2,372 millions de téléspectateurs[1]

### Épisode 2:Mystère sous Terre
- États-Unis : 4 août 2014 sur Disney XD
- France : 25 octobre 2014 sur Disney Channel France

- États-Unis : 944 000 téléspectateurs[2]

### Épisode 3:Mini Golf, Maxi Teignes
- États-Unis : 11 août 2014 sur Disney XD
- France : 1er novembre 2014 sur Disney Channel France

- États-Unis : 1,272 million de téléspectateurs[3]

### Épisode 4:Roméo et Chaussettes
- États-Unis : 8 septembre 2014 sur Disney XD
- France : 13 décembre 2014 sur Disney Channel France

- États-Unis : 869 000 téléspectateurs

### Épisode 5:Un amour virtuel
- États-Unis : 22 septembre 2014 sur Disney XD
- France : 8 novembre 2014 sur Disney Channel France

- États-Unis : 837 000 téléspectateurs

### Épisode 6:La Petite Boutique des souvenirs d'horreurs
- États-Unis : 4 octobre 2014 sur Disney Channel
- France : 21 février 2015 sur Disney Channel France

- États-Unis : 2,307 millions de téléspectateurs[4]

- Neil deGrasse Tyson (voix de Dandinou)

Stan essaie de vendre des objets de la boutique à un client égaré et pour cela, il lui raconte trois histoires, une sur chaque objet qu'il lui propose d'acheter :
- Bas les pattes : Une sorcière jette une malédiction à Stan, ce qui lui fait perdre ses mains.
- Le porc de l'angoisse : Grâce à un mystérieux champignon, Dandinou devient ultra intelligent ce qui ravit Dipper mais rend triste Mabel qu'il a laissée de côté...
- Le jour de la pâte à modeler : Mabel doit confronter sa peur des personnages animés en pâte à modeler en se battant contre des vrais...

### Épisode 7:La Société de l'œil immaculé
- États-Unis : 27 octobre 2014 sur Disney XD
- France : 28 février 2015 sur Disney Channel France

- États-Unis : 1,07 million de téléspectateurs[5]

### Épisode 8:Gladiateurs du Futur
- États-Unis : 10 novembre 2014 sur Disney XD
- France : avril 2015 sur Disney Channel France

- États-Unis : 775 000 téléspectateurs

### Épisode 9:Le Philtre d'amour
- États-Unis : 26 novembre 2014 sur Disney XD
- France : mai 2015 sur Disney Channel France

- États-Unis : 820 000 téléspectateurs

### Épisode 10:Le Fantôme des Northwest
- États-Unis : 16 février 2015 sur Disney XD
- France : 10 mai 2015 sur Disney Channel France

- États-Unis : 1,169 million de téléspectateurs[6]

### Épisode 11:Qui est oncle Stan?
- États-Unis : 9 mars 2015 sur Disney XD
- France : 17 mai 2015 sur Disney Channel France

- États-Unis : 1,204 million de téléspectateurs

Quand Stan est arrêté par des agents secrets du gouvernement, Dipper et Mabel commencent à se demander qui est vraiment leur grand-oncle Stan. 
Petit à petit, la vérité se fait de plus en plus sombre : vols de produits illicites, fausses identités, sans compter ce titre de journal qui annonce que Stan Pines est mort.
Qui est alors le véritable Stan ? 

### Épisode 12:Le Secret de Stan
- États-Unis : 13 juillet 2015 sur Disney XD
- France : 3 octobre 2015 sur Disney Channel France

- États-Unis : 1,911 million de téléspectateurs[7]

Le portail a permis l'apparition d'un nouveau personnage : Stanford Pines, le vrai Stanford qui est aussi l'auteur des 3 journaux. Alors que les agents du gouvernement cherchent le passage secret menant à la cave où ils sont, Stanford ("Ford") et Stanley ("oncle Stan") racontent leur histoire.

### Épisode 13:Joueurs compulsifs
- États-Unis : 3 août 2015 sur Disney XD
- France : 6 septembre 2015 sur Disney Channel France

- États-Unis : 1,224 million de téléspectateurs[8]

Dipper a enfin trouvé une personne qui veuille jouer avec lui et partage ses mêmes goûts sur le jeu "Donjons, donjons et plus de donjons" : son grand-oncle Ford. Pendant que Stan et Mabel, accompagné de Grenda, veulent regarder le dernier épisode du "Coin coin'specteur", les deux intellos vont s'installer dans le salon, ce qui a pour effet d'énerver oncle Stan qui jette malencontreusement un dé "interdimensionnel" à  l'infinité de faces et rend vivant les personnages de leur jeu qui kidnappent alors Ford et Dipper afin de manger leur cerveau et prendre leur intelligence.

### Épisode 14:Votez Stan!
- États-Unis : 24 août 2015 sur Disney XD
- France : 21 octobre 2015 sur Disney Channel France

- États-Unis : 1,157 million de téléspectateurs[9]

Le maire centenaire de Gravity Falls est mort. De nouvelles élections ont lieu et Bud Gleeful, le père du P'tit Gidéon, a l'air d'être le seul à vouloir se présenter. Stan, qui depuis l'arrivée de Ford se sent de plus en plus inutile, décide alors de se présenter à sa suite, c'est toute la ville qui veut devenir maire.

### Épisode 15:La dernière Mabelicorne
- États-Unis : 7 septembre 2015 sur Disney XD
- France : 10 janvier 2016 sur Disney XD

- États-Unis : 842 000 téléspectateurs[10]

Mabel, Candy, Grenda et Wendy partent dans une quête magique à la recherche d'une licorne afin de récupérer quelques crins de sa crinière magique qui permettrait de créer une barrière protégeant le Mystery Shack de Bill. Cependant, seule une personne au cœur entièrement pur pourra avoir l'opportunité d'en prendre. Mabel est certaine d'elle, mais la licorne lui révèle que son cœur contient une part de ténèbres. La chasse aux bonnes actions commence alors.

### Épisode 16:Voyage et séduction
- États-Unis : 21 septembre 2015 sur Disney XD
- France : 7 novembre 2015 sur Disney Channel France

- États-Unis : 909 000 téléspectateurs[11]

- Chelsea Peretti (Darlene)

### Épisode 17:Dipper et Mabel contre l'avenir
- États-Unis : 12 octobre 2015 sur Disney XD
- France : 22 décembre 2015 sur Disney XD France

- États-Unis : 942 000 téléspectateurs[12]

L'ouverture du portail avait créé une fissure dans l'espace-temps interdimensionnel. Si Bill met la main dessus, cela lui permettrait de répandre son monde dans le nôtre. Déjà, la protection qu'avait faite Ford pour la protéger se craquelle. Dipper et lui partent donc en mission pour colmater les failles, une mission qui les conduira sous Gravity Falls, dans une étrange et très vieille structure.

### Épisode 18:Il faut sauver Mabel
- États-Unis : 26 octobre 2015 sur Disney XD
- France : 27 avril 2016 sur Disney XD France

- États-Unis : 1,408 million de téléspectateurs[13]

### Épisode 19:Imaginaire contre réalité
- États-Unis : 23 novembre 2015 sur Disney XD
- France : 27 avril 2016 sur Disney XD France

- États-Unis : 1,67 million de téléspectateurs[14]

### Épisode 20:Conquête et Reconquête
- États-Unis : 15 février 2016 sur Disney XD[15]
- France : 28 avril 2016 sur Disney XD France

- États-Unis : 2,467 millions de téléspectateurs[16]

### Épisode 21:Confrontation Finale
- États-Unis : 15 février 2016 sur Disney XD
- France : 28 avril 2016 sur Disney XD France

- États-Unis : 2,467 millions de téléspectateurs[16]